# Серро-Навия
Серро-Навия (исп. Cerro Navia) — коммуна в Чили. Одна из городских коммун города Сантьяго. Коммуна входит в состав провинции Сантьяго и Столичной области.
Территория — 11 км². Численность населения — 132 622 жителя (2017). Плотность населения — 12 056,5 чел./км².

## Расположение
Коммуна расположена на северо-западе города Сантьяго.
Коммуна граничит:
- на севере — с коммуной Ренка
- на востоке — с коммуной Кинта-Нормаль
- на юге — с коммуной Ло-Прадо
- на юго-западе — с коммуной Пудауэль

## Демография
Согласно сведениям, собранным в ходе переписи 2017 г. Национальным институтом статистики (INE),  население коммуны составляет:
| Полное население                          | Полное население                          | Полное население                          | Полное население                          | Полное население                          | 132 622 |
| ----------------------------------------- | ----------------------------------------- | ----------------------------------------- | ----------------------------------------- | ----------------------------------------- | ------- |
| в том числе:                              | Городское население                       | 132 622                                   | Процент городского населения, %           | 100,00                                    |         |
|                                           | Сельское население                        | 0                                         | Процент сельского населения, %            | 0,00                                      |         |
|                                           | Мужское население                         | 65 438                                    | Процент мужского населения, %             | 49,34                                     |         |
|                                           | Женское население                         | 67 184                                    | Процент женского населения, %             | 50,66                                     |         |
| Плотность населения, чел./км²             | Плотность населения, чел./км²             | Плотность населения, чел./км²             | Плотность населения, чел./км²             | Плотность населения, чел./км²             | 12056,5 |
| Население коммуны в % к населению области | Население коммуны в % к населению области | Население коммуны в % к населению области | Население коммуны в % к населению области | Население коммуны в % к населению области | 1,86    |

| Динамика изменения населения коммуны | Динамика изменения населения коммуны | Динамика изменения населения коммуны | Динамика изменения населения коммуны |
| ------------------------------------ | ------------------------------------ | ------------------------------------ | ------------------------------------ |
| 1992                                 | 2002                                 | 2012                                 | 2017                                 |
| 155 735                              | 148 312▼                             | 128 090▼                             | 132 622▲                             |